# Riseh Baroh
Riseh Baroh is een bestuurslaag in het regentschap Aceh Utara van de provincie Atjeh, Indonesië. Riseh Baroh telt 647 inwoners (volkstelling 2010).